# 城山町 (鹿児島市)
城山町（しろやまちょう）は、鹿児島県鹿児島市の町。郵便番号は892-0853。人口は1,433人、世帯数は775世帯（2020年4月1日現在）。城山町の全域で住居表示を実施している。
江戸時代から明治時代初期にかけて島津氏77万石の居城であり、現在の鹿児島県の全域・宮崎県の一部を領地とし沖縄県の全域を支配下においていた薩摩藩の藩庁であった鹿児島城（鶴丸城）が所在している。
1877年（明治10年）に勃発した士族反乱である西南戦争の最終決戦である城山の戦いが現在の城山町付近で勃発し、西郷隆盛らの敗北によって西南戦争は終結した。
城山町としては、1965年（昭和40年）に山下町・長田町の各一部より設置された。

## 地理
鹿児島市中部、甲突川の下流域に位置する。町域の北方に長田町、南方に照国町、西方には新照院町・草牟田、東方には小川町・山下町がそれぞれ接している。
また、一般国道である国道3号、国道10号、国道225号及び国道225号に重複する国道226号は、城山町1番1にある照国神社前交差点をすべて終点としている。
南部には島津氏77万石の居城であった鹿児島城（鶴丸城）跡地があり、本丸の跡地には鹿児島県歴史・美術センター黎明館が、二の丸跡地には鹿児島県立図書館や鹿児島市立美術館・鹿児島県立博物館が所在している。城の北部には城山が所在しており、鹿児島城と併せて国指定史跡となっている。

### 山岳
- 城山 - 国指定史跡・天然記念物[12]。

### 町名の由来
南北朝時代の上山氏の居城、江戸時代の島津氏の居城である鹿児島城（鶴丸城）の後背地であり、城山と呼ばれたことに由来する。

## 歴史

### 前史

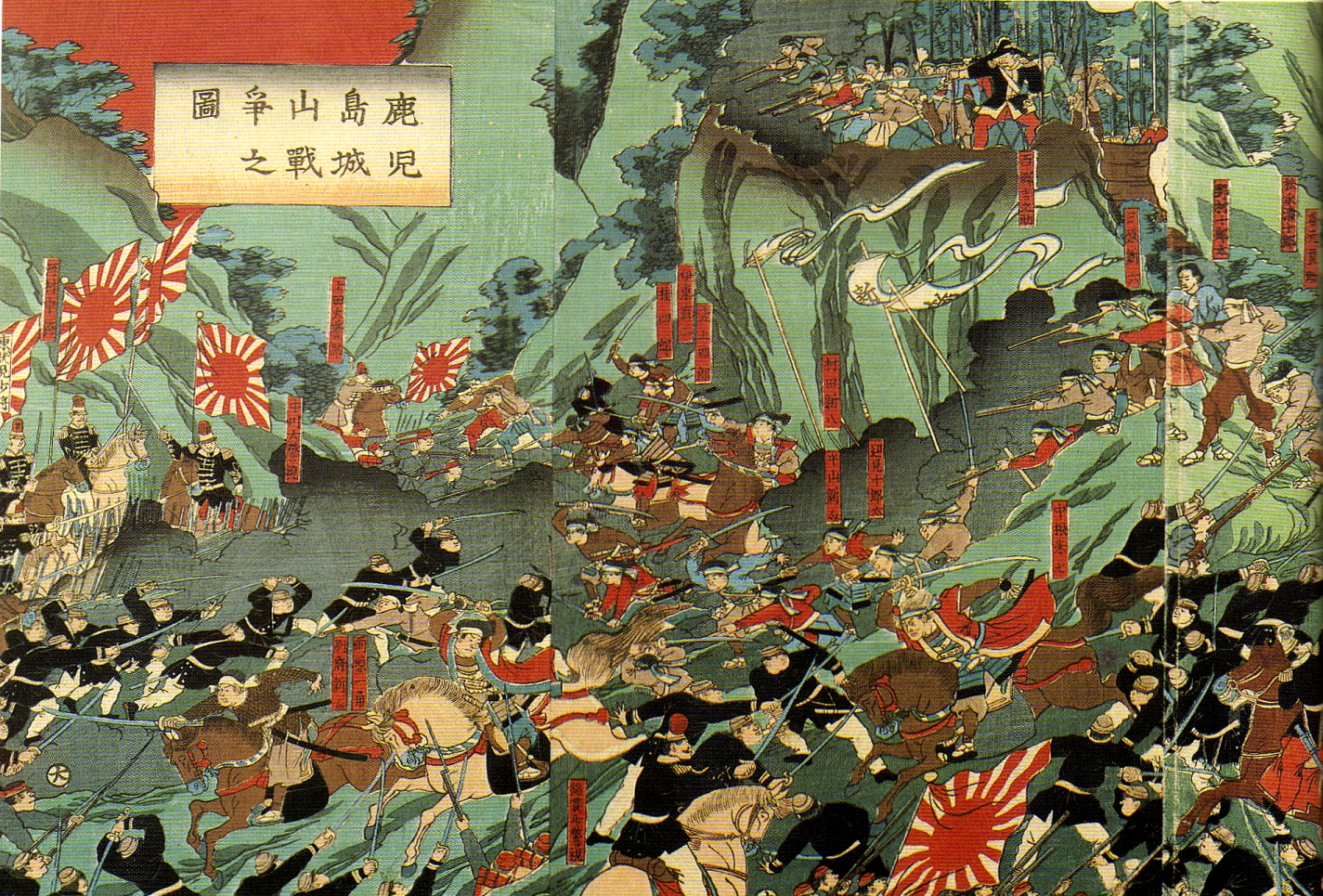
「城山の戦い」の絵図

「城山」の名前は中世に地元の豪族・上山氏が山城を築いていたことに由来する。江戸時代になり、1601年（慶長6年）頃には島津忠恒（のち「家久」に改名）は、いくつかの候補地の中から城山の麓の地を選び、内城（現在の大竜町付近）に代わる新しい島津氏の本拠として鹿児島城（鶴丸城）を築いた。
1877年（明治10年）に薩摩藩士族らと明治政府（大日本帝国陸軍・大日本帝国海軍・警視庁）との間で勃発した西南戦争の決戦である「城山の戦い」が現在の城山町付近で勃発し、現在も西郷軍司令部の置かれた洞窟が残っているほか、北東部には西郷軍の総大将であった西郷隆盛が自決した地を示す「南洲翁終焉之地」の碑が存在しており、「西郷隆盛終焉の地」として鹿児島市の記念物（史跡）に指定されている。

### 城山町設置後

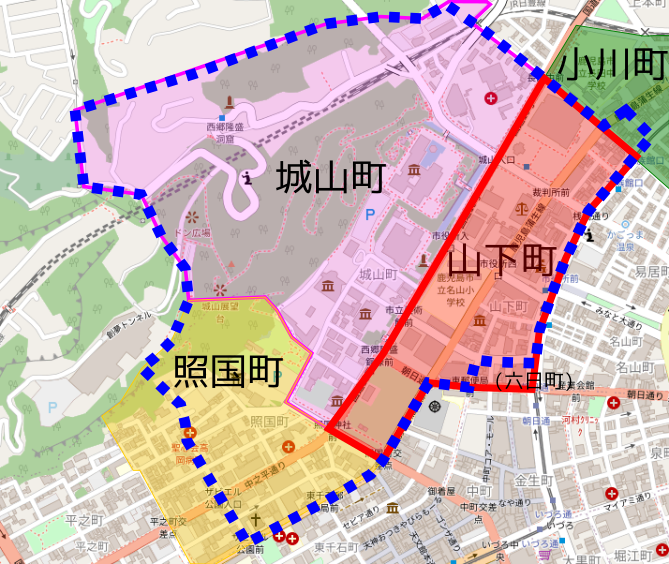
1965年時点の山下町の町域（青の破線）と1965年の住居表示実施後の城山町の町域（ピンク枠）の比較地図

1962年（昭和37年）に住居表示に関する法律が施行されたのに伴い、鹿児島市は鹿児島市街地域の住居表示に着手した。1965年（昭和40年）7月20日には中央地区で住居表示実施に伴い町の再編が行われ、山下町及び長田町の各一部の区域より、新たに鹿児島市の町「城山町」として設置された。
| 実施後         | 実施年             | 実施前         |
| -------------- | ------------------ | -------------- |
| 城山町（新設） | 1965年（昭和40年） | 山下町（一部） |
| 城山町（新設） | 1965年（昭和40年） | 長田町（一部） |

## 文化財

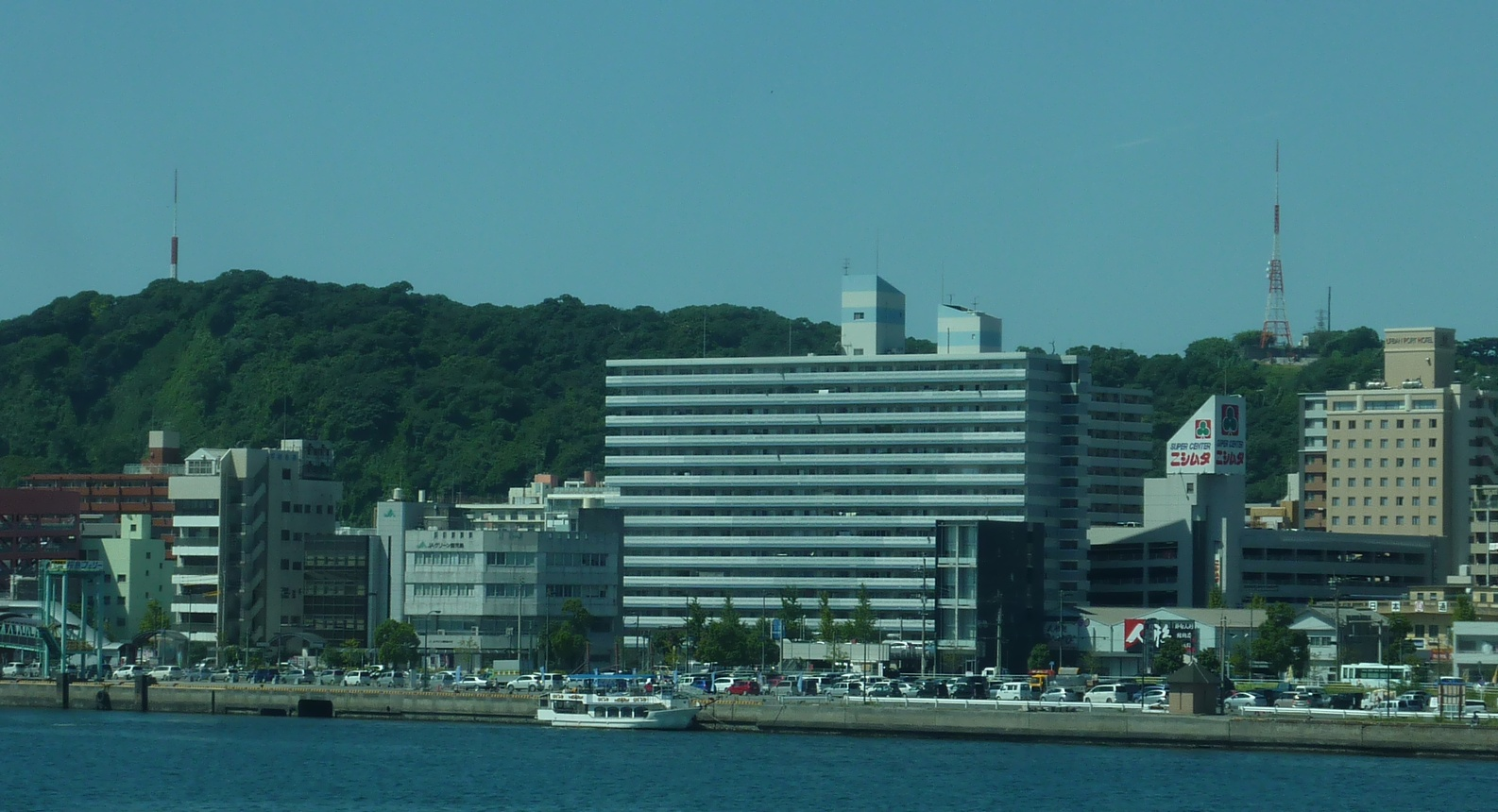
鹿児島港から望む城山（史跡、天然記念物（植物））

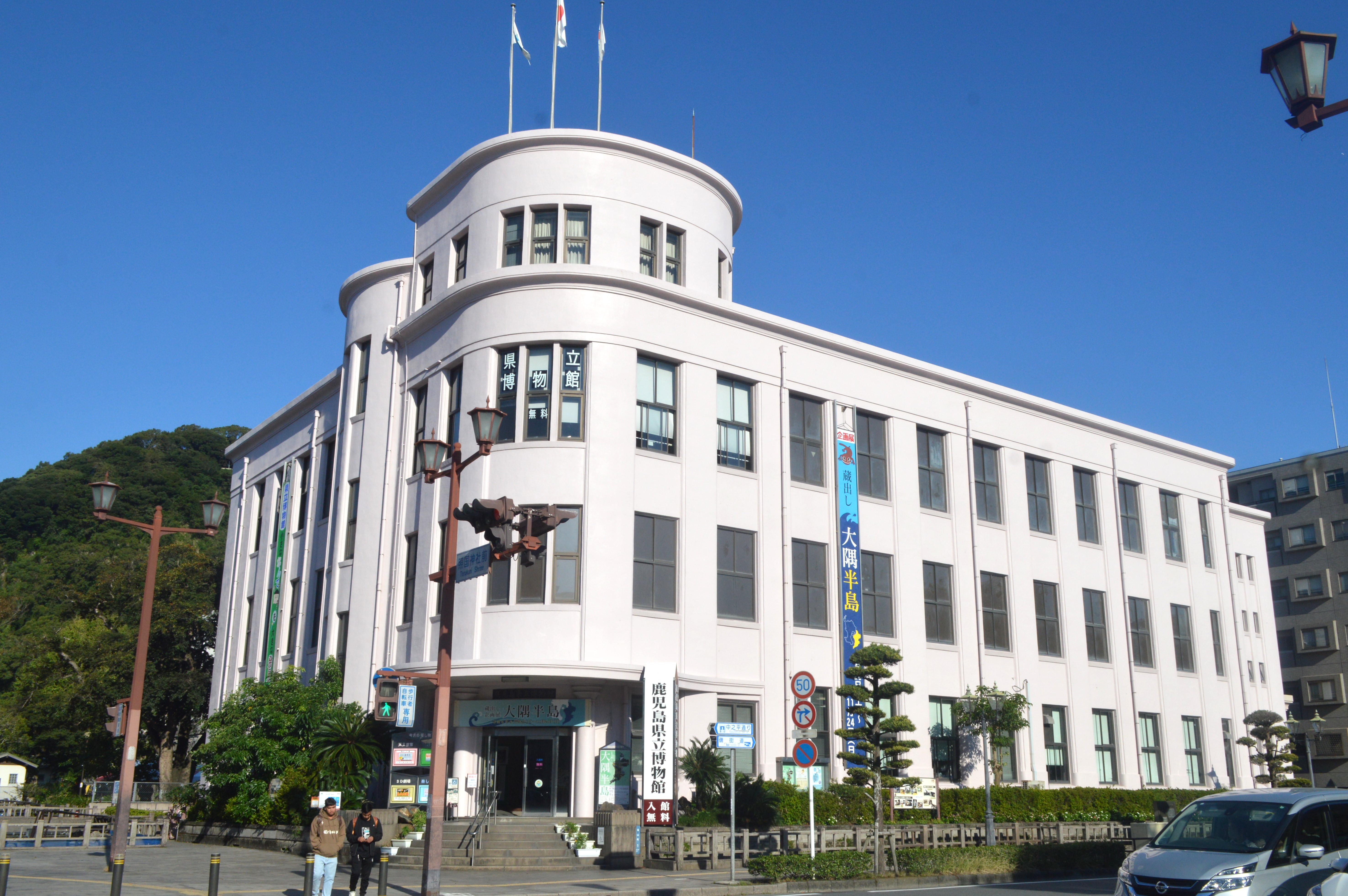
鹿児島県立博物館（国登録有形文化財）

城山町に所在している鹿児島県歴史・美術センター黎明館、鹿児島市立美術館において多数の文化財指定物件を所蔵していることから、多数の文化財の所在地となっている。
以下の一覧において※1は鹿児島県歴史・美術センター黎明館、※2は鹿児島市立美術館所蔵の物件であることを示す。

### 国指定
- 鹿児島城跡（史跡、天然記念物（植物））
「城山」として1931年（昭和6年）6月3日に史跡・天然記念物（植物）に指定され[12]、2023年（令和5年）3月20日に鹿児島県指定史跡「鶴丸城跡」の範囲に拡大し「鹿児島城跡」として追加指定・名称変更された[17]。
- 大久保利通関係資料（重要文化財（歴史資料））※1
2004年（平成16年）6月8日指定[12]。大久保利通が書き残した日記、文書、遺品類、大久保利通宛の書状に加えて、利通死去後に大久保家が収集した資料群であり、大久保利通の全貌を語るものとして貴重である[18]。
- 太刀 銘国宗（国宝（工芸品））※1
1964年（昭和39年）5月26日指定[12]。照国神社所有の太刀であり、長さ81.4cm、反り2.6cmである。鎌倉時代中期に刀工国宗によって作られたものであり、島津忠重が1927年（昭和2年）に照国神社へ奉納したもので、第二次世界大戦後に行方不明となったが1963年（昭和38年）にアメリカ合衆国において発見され、照国神社に返還されたものである[19]。

### 国登録
- 鹿児島県立博物館考古資料館（登録有形文化財（建造物））
1998年（平成10年）12月11日登録[20]。
- 鹿児島県立博物館（旧鹿児島県立図書館）（登録有形文化財（建造物））
2008年（平成20年）4月18日登録[21]。

### 県指定
- 私学校跡石塀（記念物（史跡））
1968年（昭和43年）3月29日指定[22]。
- 世界で初めて精子が発見されたソテツ（天然記念物）
2008年（平成20年）4月22日指定[23][22]。
- 釈迦八相之図（有形文化財（絵画））※1
1955年（昭和30年）1月14日指定[12]。
- 富嶽雲烟之図一幅（有形文化財（絵画））※2
1967年（昭和42年）3月31日指定[12]。
- 玩具コレクション（有形文化財（工芸品））※1
1954年（昭和29年）5月24日指定[22]。
- 刀 銘薩州住藤原正房一口（有形文化財（工芸品））※1
1956年（昭和31年）9月27日指定[22]。
- 刀 銘主馬首一平安代（有形文化財（工芸品））※1
1956年（昭和31年）9月27日指定[22]。
- 刀 銘奥大和守平朝臣元平一口（有形文化財（工芸品））※1
1978年（昭和53年）3月8日指定[22]。

- 刀 銘一葉葵紋主馬首一平藤原安代（有形文化財（工芸品））※1
1983年（昭和58年）4月13日指定[22]。
- 刀 銘一葉葵紋主水正藤原正清（有形文化財（工芸品））※1
1983年（昭和58年）4月13日指定[22]。
- 白釉茶碗火計手（有形文化財（工芸品））※2
2011年（平成23年）4月19日指定[22]。
- 黒蛇蝎釉茶碗（有形文化財（工芸品））※1
2011年（平成23年）4月19日指定[22]。
- 白蛇蝎釉茶碗（有形文化財（工芸品））※1
2011年（平成23年）4月19日指定[22]。
- 為政清明一幅（有形文化財（書跡））※2
1967年（昭和42年）3月31日指定[22]。
- 桑幡文書（有形文化財（書跡））※1
1954年（昭和29年）3月15日指定[22]。
- 山ノ口遺跡出土品（有形文化財（考古資料））※1
2015年（平成27年）4月17日指定[22]。
- 吉利郷惣絵図（有形文化財（古文書））※1
2013年（平成25年）4月23日指定[24]

### 市指定
- 刀 銘波平安氏（有形文化財（工芸品））
1977年（昭和52年）5月20日指定[25]。
- 刀 銘波平行周文化八年二月 日（有形文化財（工芸品））※1
1977年（昭和52年）5月20日指定[25]。
- 刀 銘薩州住藤原正盛（有形文化財（工芸品））※1
1977年（昭和52年）5月20日指定[25]。
- 刀 銘主馬首藤原朝臣安代子一平安在作（有形文化財（工芸品））※1
1977年（昭和52年）5月20日指定[25]。
- 刀 銘大和守波平安行（有形文化財（工芸品））※1
1977年（昭和52年）5月20日指定[25]。
- 短刀 銘波平友安作「八月吉日」（有形文化財（工芸品））※1
1980年（昭和55年）5月28日指定[25]。
- 刀 銘波平近安（有形文化財（工芸品））※1
1983年（昭和58年）4月12日指定[25]。
- 西郷隆盛洞窟（記念物（史跡））
1974年（昭和49年）3月15日指定[15]。
- 西郷隆盛終焉の地（記念物（史跡））
1974年（昭和49年）3月15日指定[15]。
- 坐（座）禅石（記念物（史跡））
1977年（昭和52年）5月20日指定[15]。

- 黒田清輝作 「アトリエ」（有形文化財（絵画））※2
1974年（昭和49年）3月15日指定[25]。
- 黒田清輝作 「桜島噴火連作6点」（有形文化財（絵画））※2
1974年（昭和49年）3月15日指定[25]。
- 八田知紀筆 「竹」（有形文化財（絵画））※2
1974年（昭和49年）3月15日指定[25]。
- 藤島武二作 「裸體習作」（有形文化財（絵画））※2
1977年（昭和52年）5月20日指定[25]。
- 藤島武二作 「中国風景」（有形文化財（絵画））※2
1977年（昭和52年）5月20日指定[25]。
- 和田英作作 「赤い燐寸」（有形文化財（絵画））※2
1977年（昭和52年）5月20日指定[25]。
- 有島生馬作 「スザンナ」（有形文化財（絵画））※2
1980年（昭和55年）5月28日指定[25]。
- 有島生馬作 「巴里娘」（有形文化財（絵画））※2
1980年（昭和55年）5月28日指定[25]。
- 桃田柳栄筆 「官女図巻」一巻 （有形文化財（絵画））※2
1991年（平成3年）2月27日指定[25]。
- 天保年間鹿児島城下絵図（有形文化財（歴史資料））※2
1989年（平成元年）3月31日指定[25]。
- 市来家文書（有形文化財（歴史資料））※1
2005年（平成17年）3月31日指定[25]。

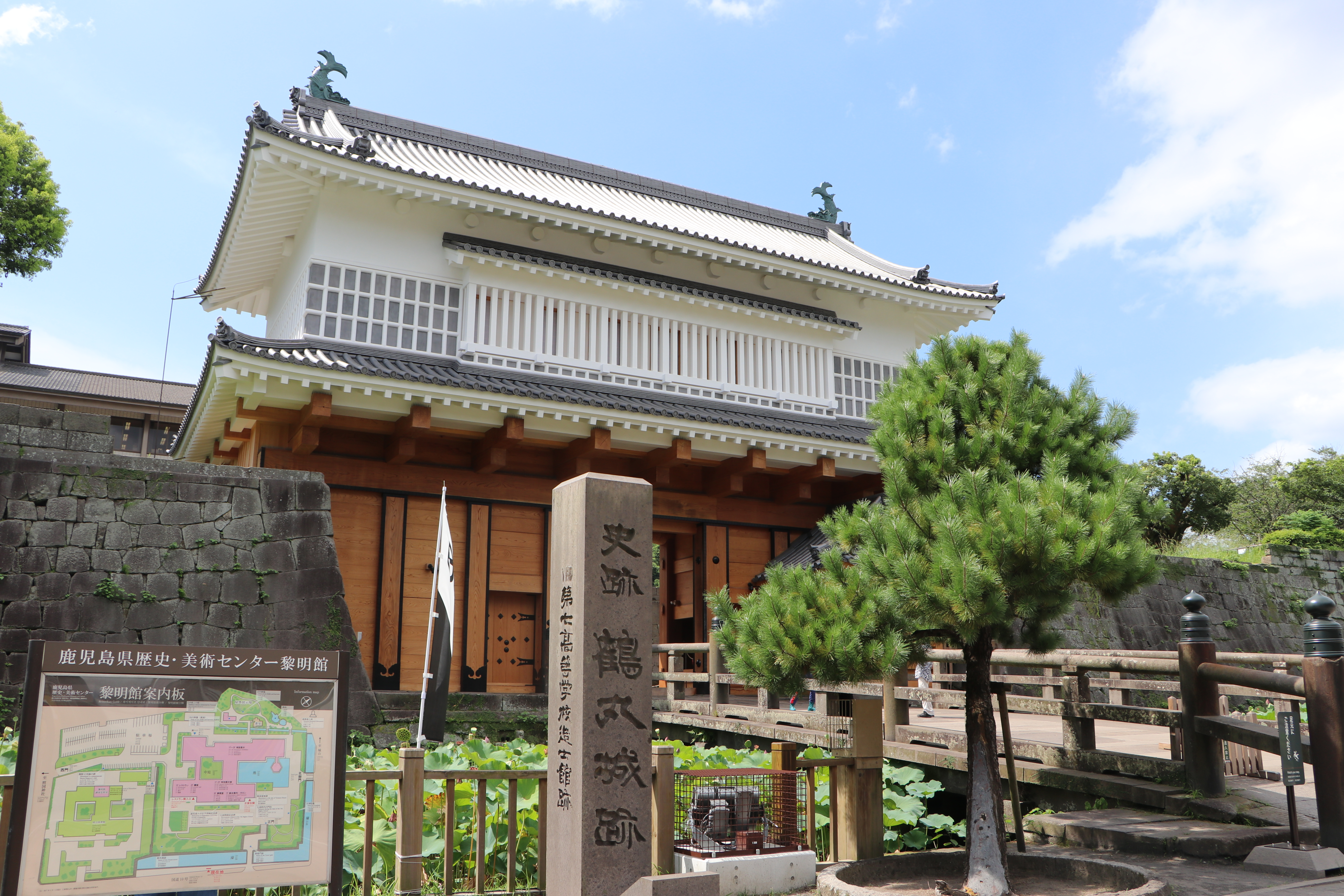
鹿児島城（鶴丸城）跡
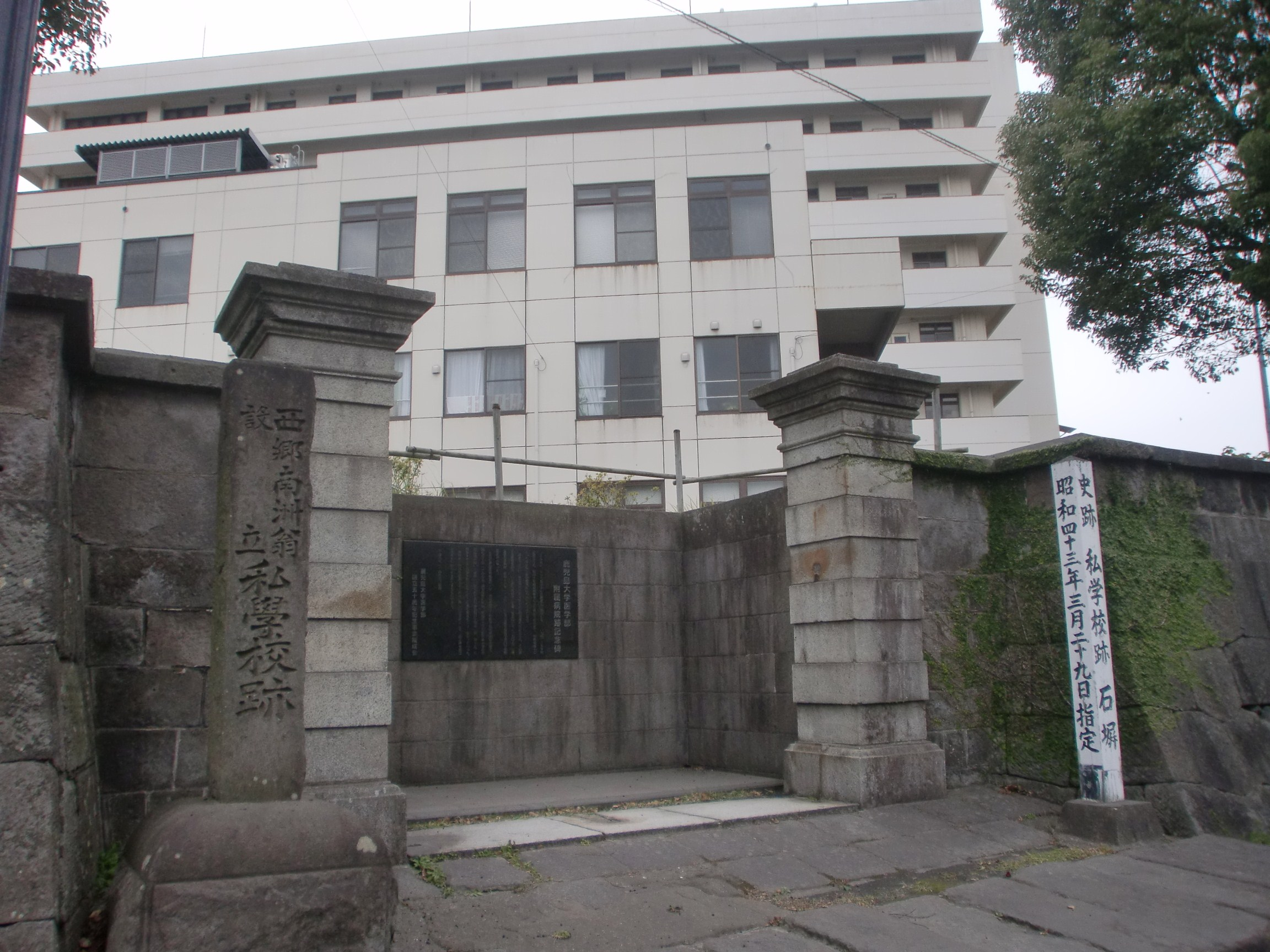
私学校跡
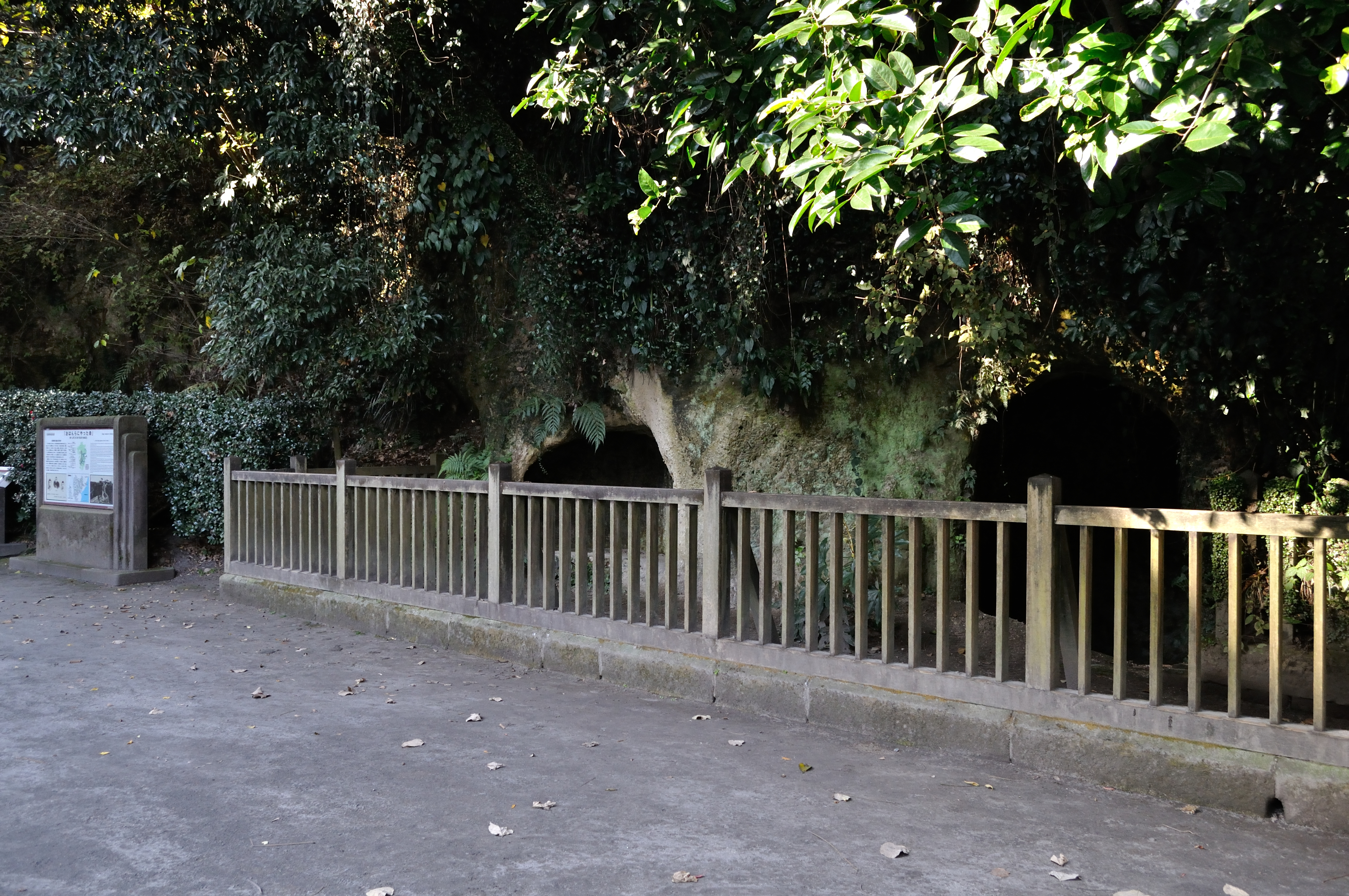
西南戦争で西郷軍が最後に立て籠もった西郷洞窟
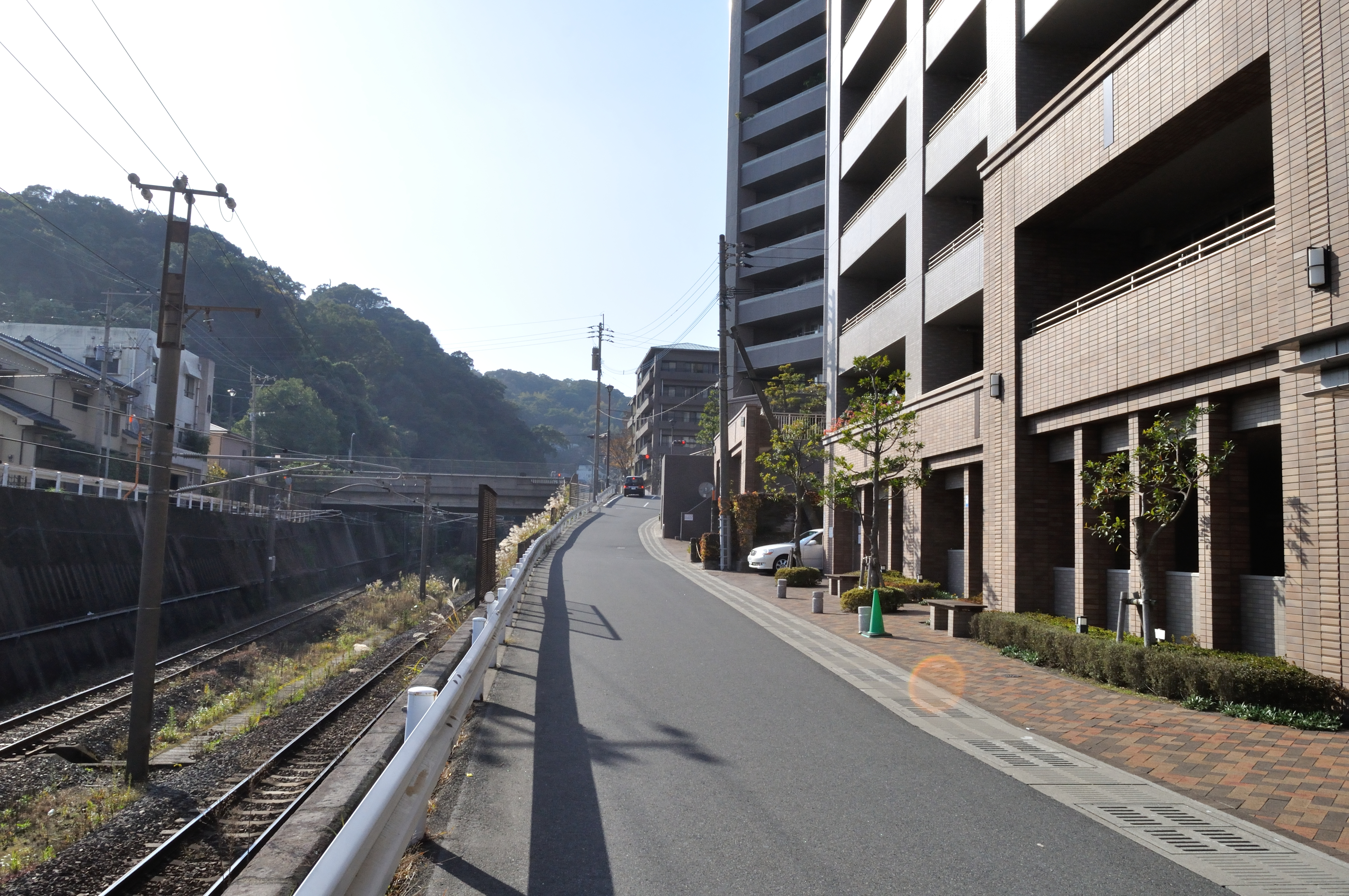
西南戦争 西郷軍最後の進軍路
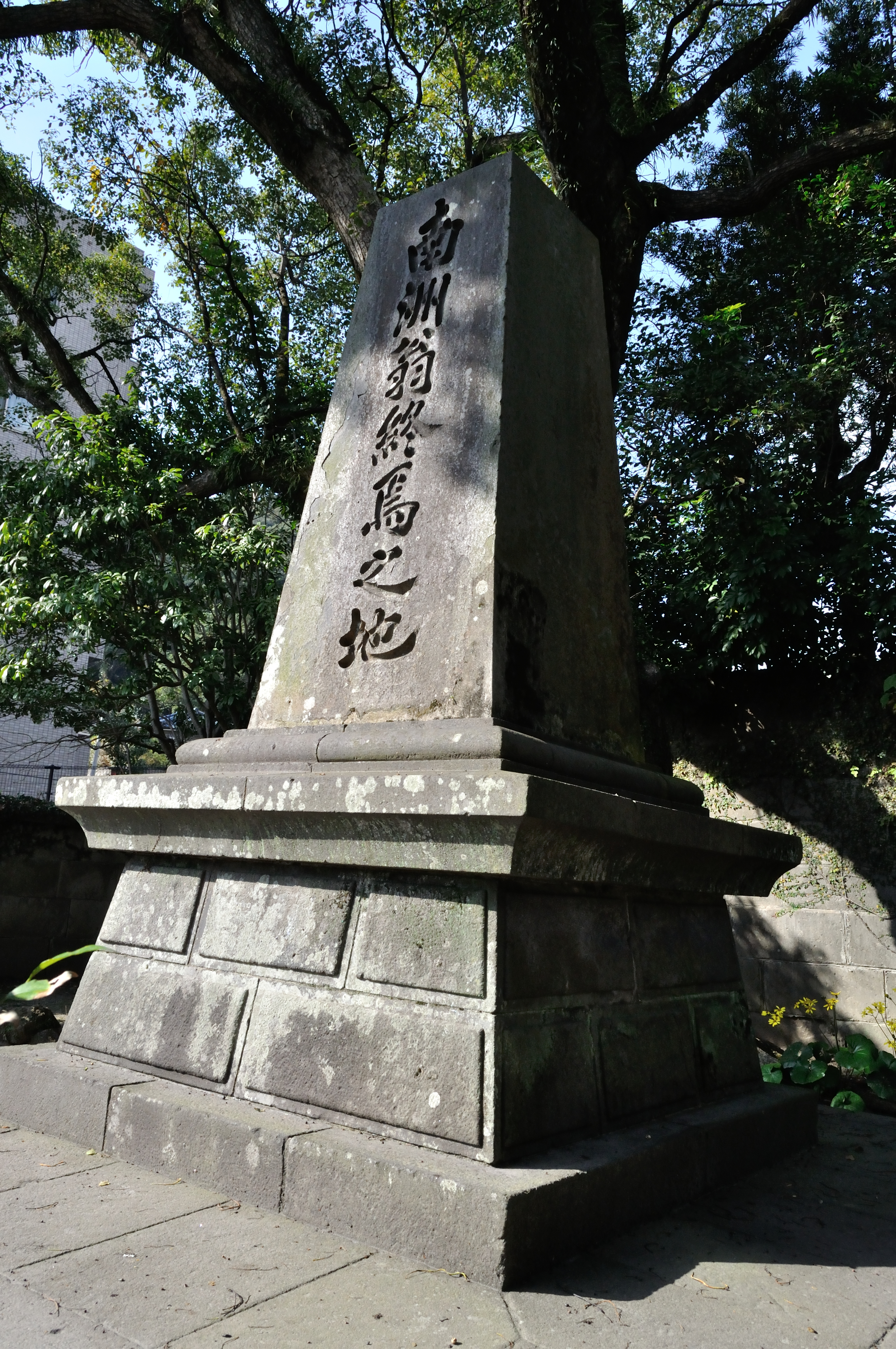
南洲翁（西郷隆盛）終焉之地

## 人口
以下の表は国勢調査による小地域集計が開始された1995年以降の城山町の人口の推移である。
| 年                 | 人口  |
| ------------------ | ----- |
| 1995年（平成7年）  | 884   |
| 2000年（平成12年） | 828   |
| 2005年（平成17年） | 1,109 |
| 2010年（平成22年） | 1,175 |
| 2015年（平成27年） | 1,303 |

## 施設

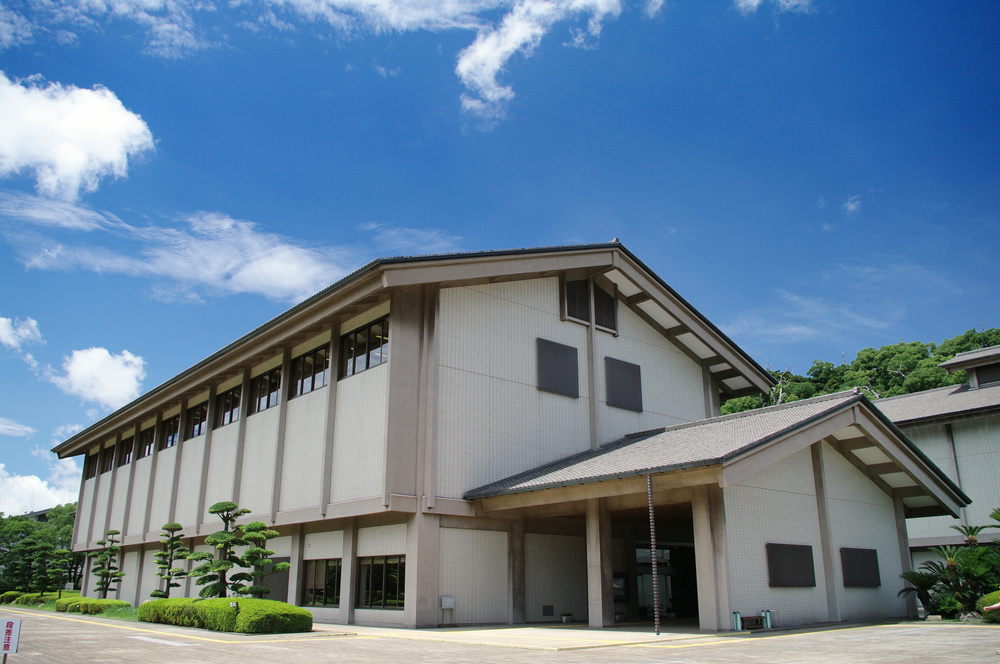
鹿児島県歴史・美術センター黎明館

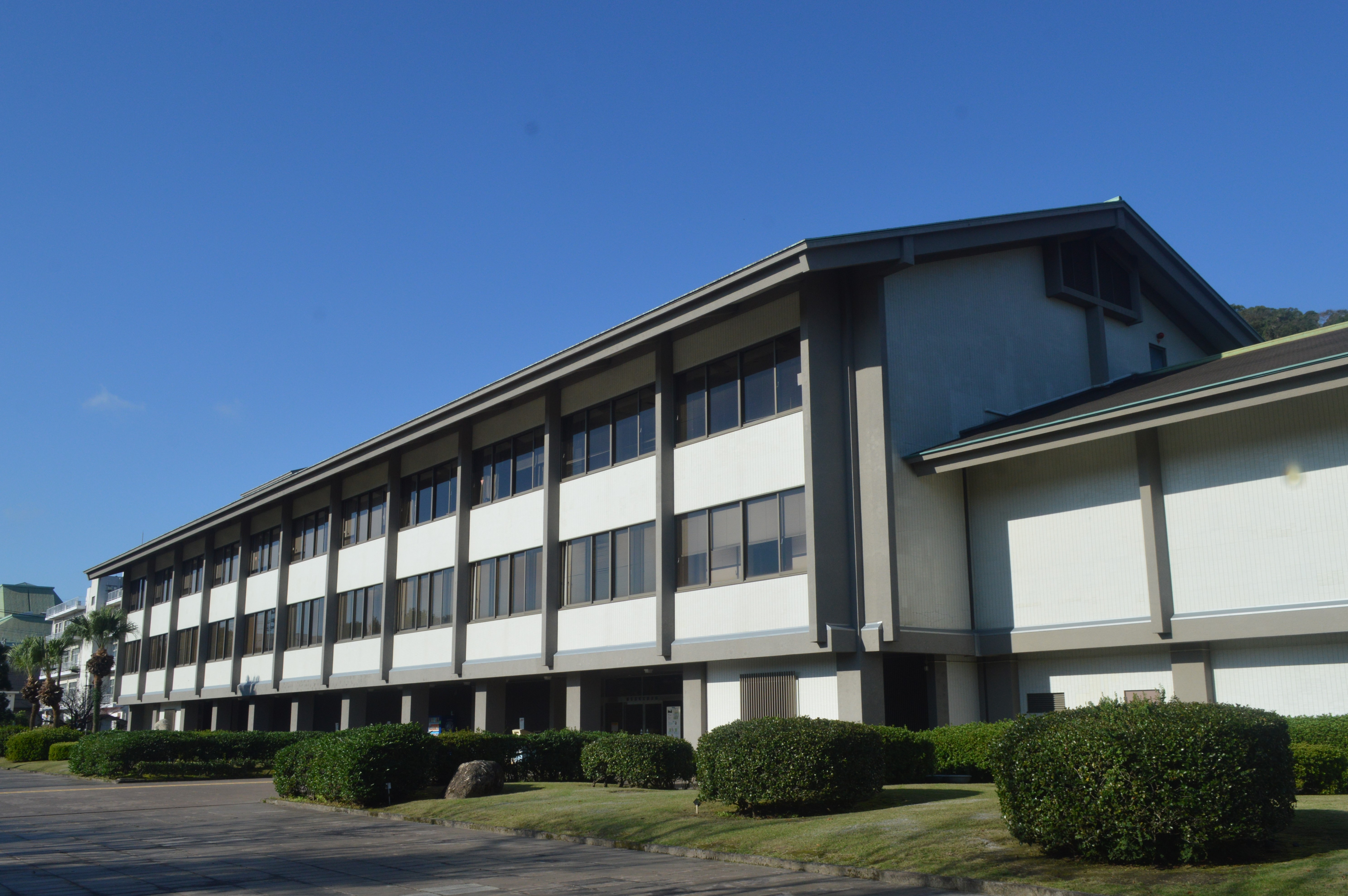
鹿児島県立図書館

### 公共
- 鹿児島県歴史・美術センター黎明館（1983年（昭和58年）開館）[31]
- 鹿児島県立図書館[32]
- 鹿児島県立博物館[33]
  - 考古資料館
- 鹿児島市立美術館（1954年（昭和29年）開館）[34]
- かごしま近代文学館・鹿児島メルヘン館（1998年（平成10年）1月29日開館）[35]
- 城山公園
- 国立病院機構鹿児島医療センター

### 教育
- つくし保育園

### その他
- 西郷隆盛像
- 薩摩義士碑

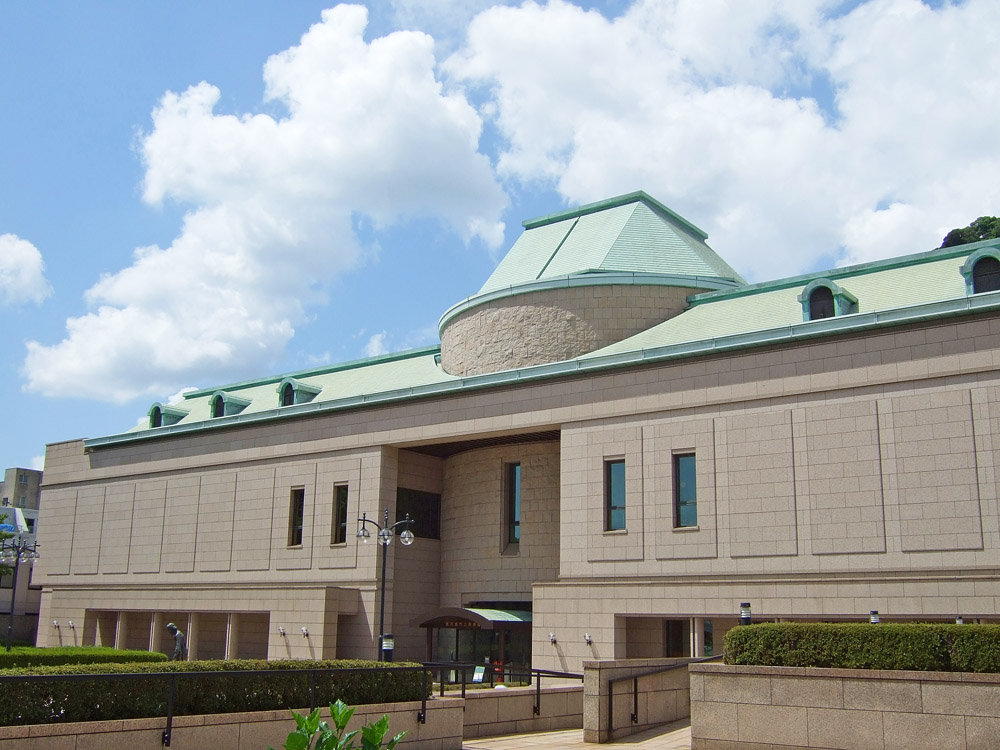
鹿児島市立美術館
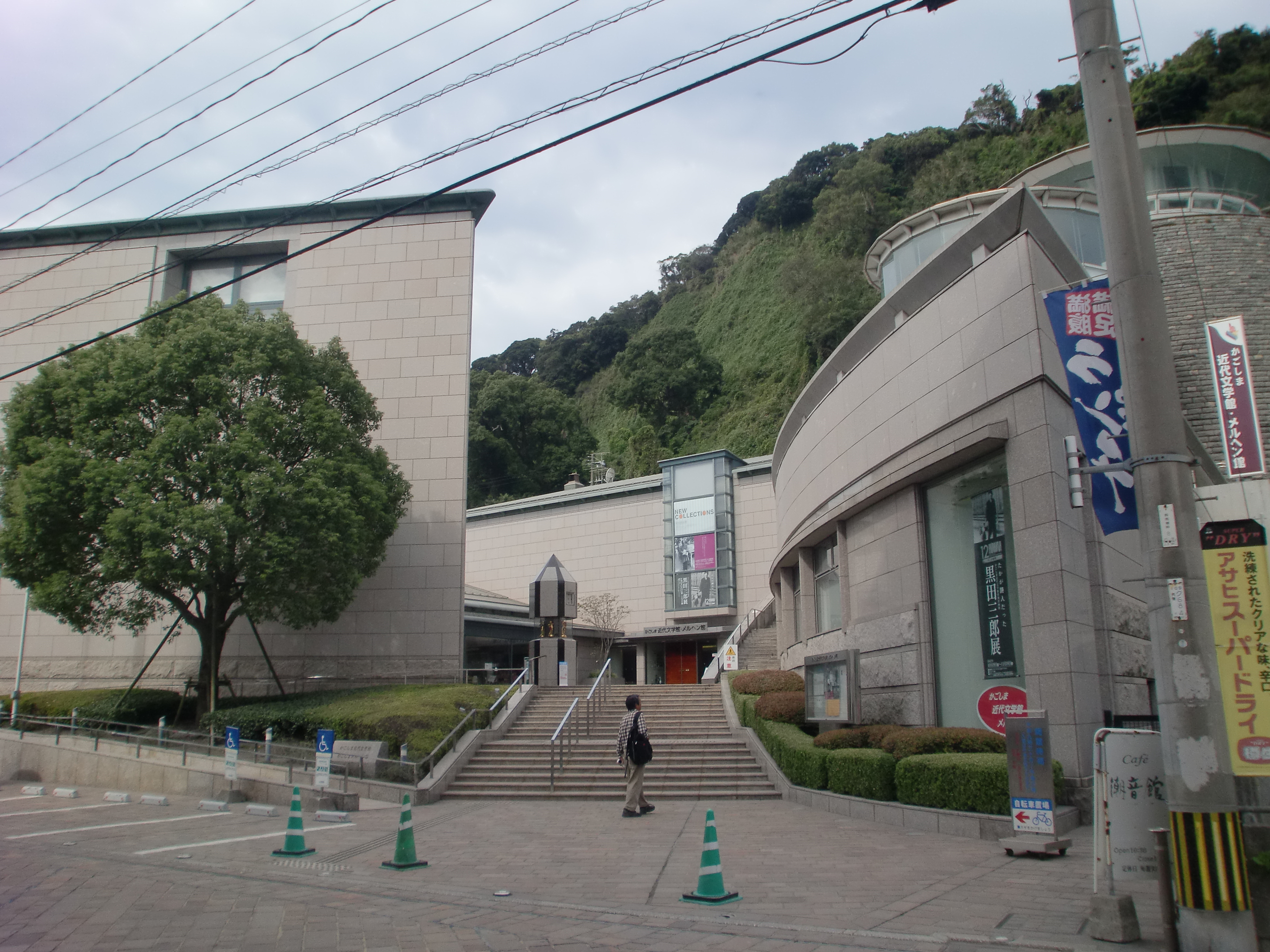
かごしま近代文学館・鹿児島メルヘン館
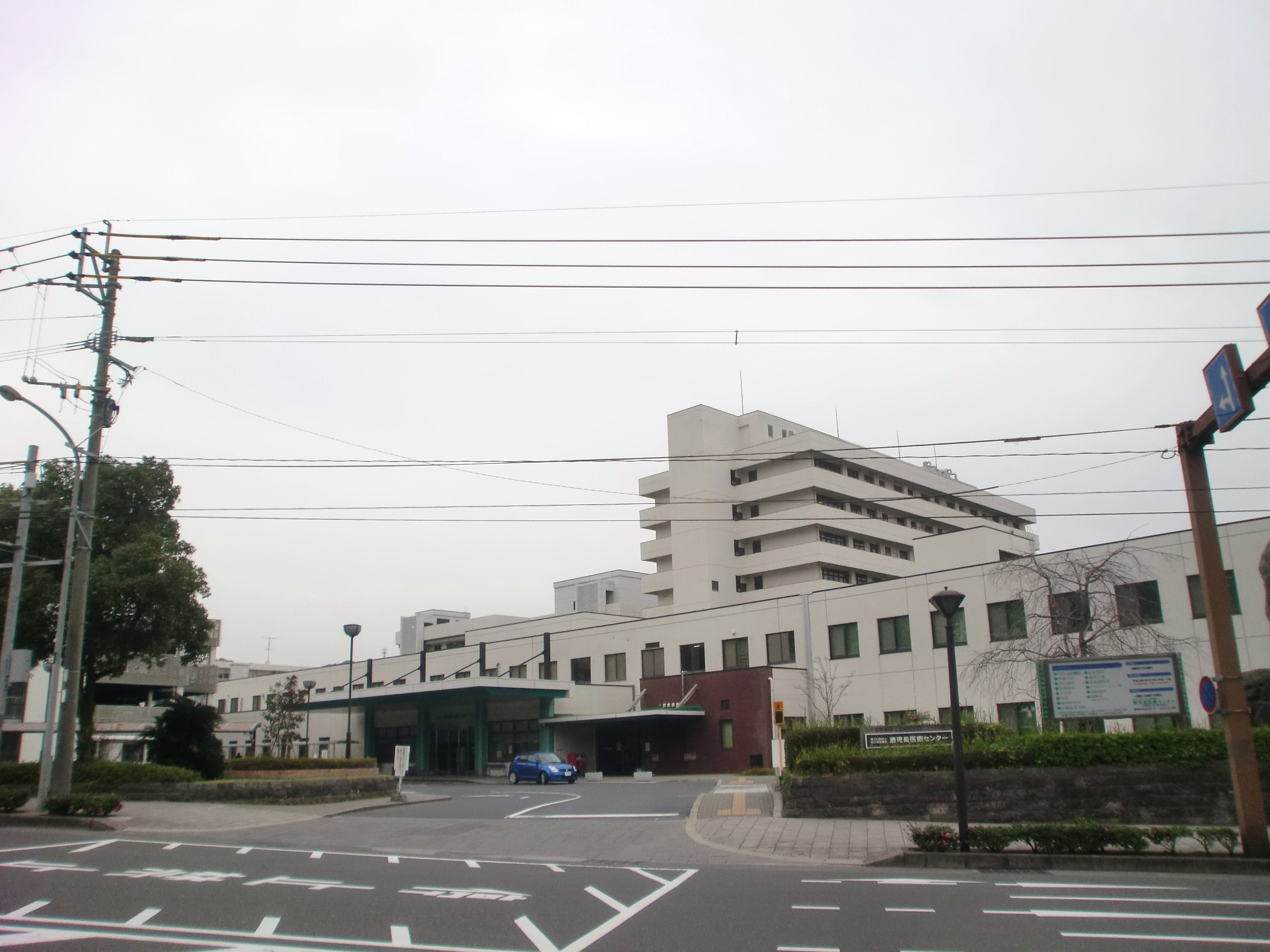
国立病院機構鹿児島医療センター

## 小・中学校の学区
市立小・中学校に通う場合、学区（校区）は以下の通りとなる。
| 町丁   | 番・番地 | 小学校               | 中学校               |
| ------ | -------- | -------------------- | -------------------- |
| 城山町 | 全域     | 鹿児島市立名山小学校 | 鹿児島市立長田中学校 |

## 交通

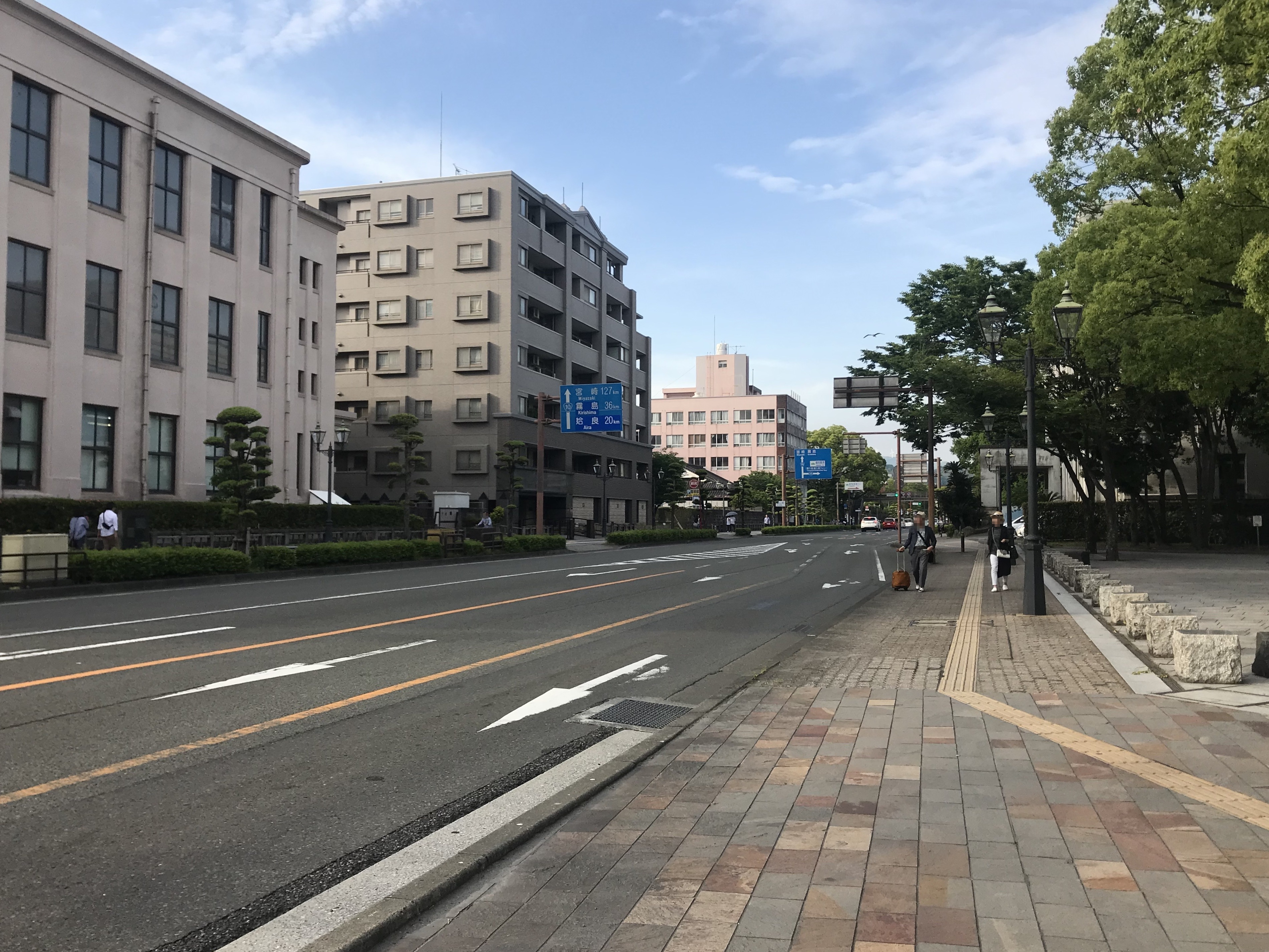
中央公園から望む国道10号と城山町

### 道路
一般国道
- 国道3号
- 国道10号
城山町の区間が「ガス燈のともる歴史と文化の道」として1990年（平成2年）度「手づくり郷土賞」（街灯のある街角）を受賞した。
- 国道58号

## 関連する人物

### 死没地

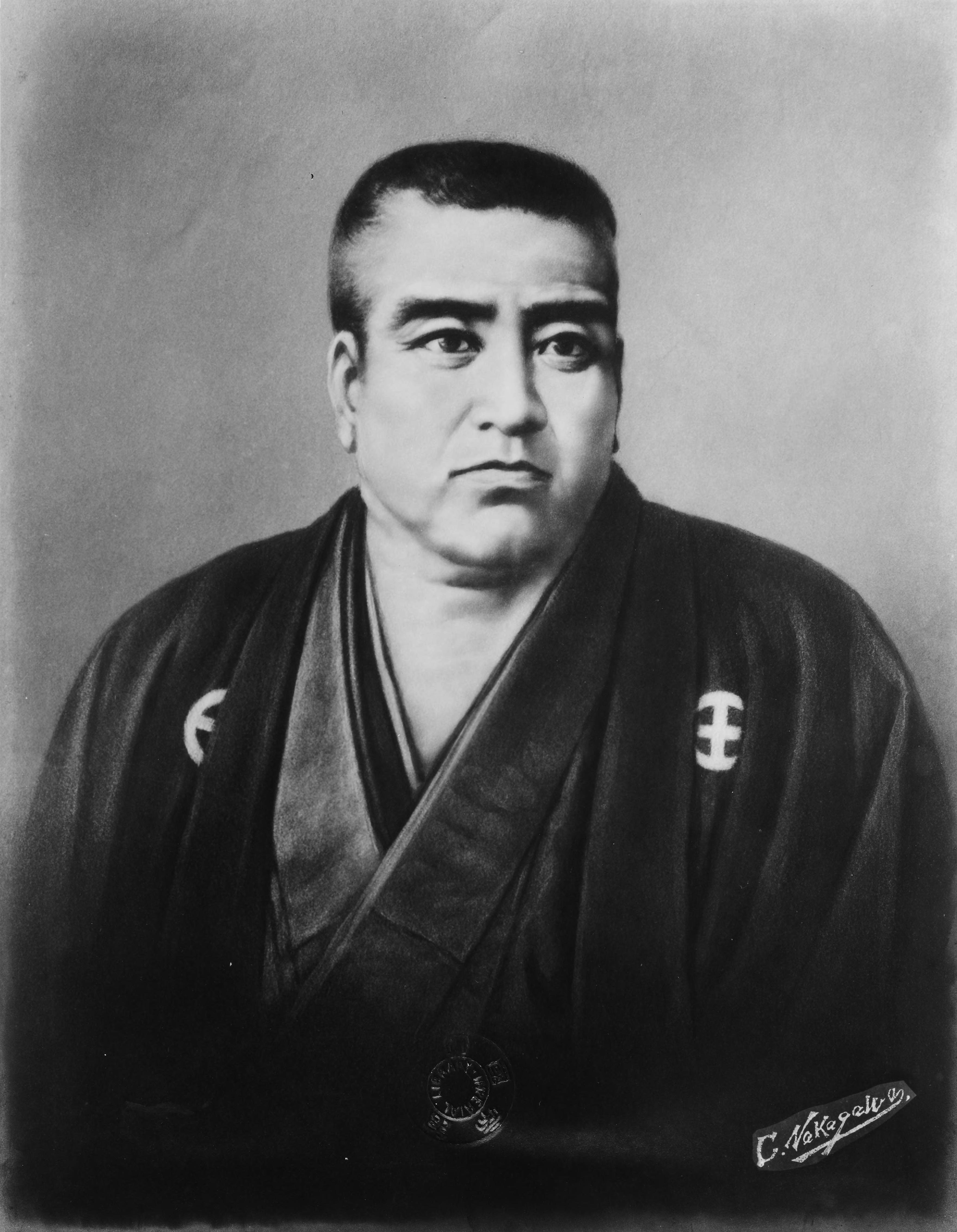
西郷隆盛

- 西郷隆盛（武士・軍人・政治家） - 1877年（明治10年）9月24日に勃発した西南戦争の決戦「城山決戦」において自刃[9]。死没地には「南洲翁終焉之地」の石碑が建立されている。
- 桐野利秋（武士・軍人） - 1877年（明治10年）9月24日に勃発した西南戦争の決戦「城山決戦」において戦死。
- 別府晋介（武士・軍人） - 1877年（明治10年）9月24日に勃発した西南戦争の決戦「城山決戦」において自刃。
- 村田新八（武士・政治家） - 1877年（明治10年）9月24日に勃発した西南戦争の決戦「城山決戦」において自刃。
- 池上四郎（武士・軍人） - 1877年（明治10年）9月24日に勃発した西南戦争の決戦「城山決戦」において自刃。
- 島津啓次郎（武士・佐土原島津家） - 1877年（明治10年）9月24日に勃発した西南戦争の決戦「城山決戦」において自刃。
- 秋月種事（武士・旗本寄合席） - 1877年（明治10年）9月24日に勃発した西南戦争の決戦「城山決戦」において自刃。